# Diana El Jeiroudi

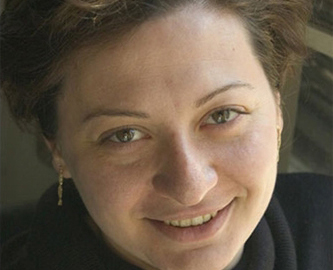
Diana El Jeiroudi

Diana El Jeiroudi (arabisch ديانا الجيرودي, DMG Diyāna al-Ǧairūdī; geboren 15. Januar 1977 in Damaskus, Syrien) ist eine syrische Filmregisseurin und -produzentin.
El Jeiroudis Filme als Regisseurin wurden auf vielen Festivals gefeiert, darunter bei den Internationalen Filmfestspielen von Venedig, dem International Documentary Film Festival Amsterdam (IDFA), dem DOK Leipzig, den Visions du Réel und dem CPH:DOX. Sie produzierte den Film The Mulberry House, der 2013 auf dem IDFA lief, den Film Silvered Water, der bei den Filmfestspielen von Cannes 2014 gezeigt wurde und den Film 5 Seasons of Revolution, der auf dem Sundance Film Festival 2023 uraufgeführt wurde. Sie war die erste Syrerin, die bei den Filmfestspielen von Cannes 2014 als Jurorin in der Jury für den ersten Dokumentarfilmpreis des Festivals saß. El Jeiroudi und ihr Partner Orwa Nyrabia waren die ersten Syrer, die 2017 als Mitglied der Academy of Motion Picture Arts and Sciences eingeladen wurde. El Jeiroudi war Mitbegründerin des Dox Box documentary film festivals in Syrien und des gemeinnützigen Vereins Dox Box in Deutschland.

## Leben

### Ausbildung
El Jeiroudi schloss ihr Studium der Kunst- und Geisteswissenschaften an der Universität Damaskus ab. Von 1998 bis 2002 arbeitete sie in den Bereichen Marketing und Werbung für einige renommierte internationale Agenturen, bevor sie zusammen mit ihrem Partner Orwa Nyrabia Proaction Film, eine unabhängige Filmproduktionsfirma in Damaskus, gründete. El Jeiroudi erhielt außerdem eine professionelle Ausbildung in Filmproduktion und -vertrieb am Institut national de l’audiovisuel (INA) in Frankreich.

### Dokumentarfilmregisseurin
El Jeiroudis erster Film als Regisseurin war The Pot, ein kurzer experimenteller Dokumentarfilm, der auf dem Internationalen Dokumentarfilmfestival von Yamagata (YIDFF) 2005 in Japan uraufgeführt, anschließend in mehr als 60 Ländern gezeigt und von der Kritik hoch gelobt wurde.
Ihr zweiter Film mit dem Titel Dolls, A Woman from Damascus (2007) wurde auf der IDFA uraufgeführt und lief unter anderem auf dem Visions du Réel, dem Montpellier Cinemed Festival, dem Copenhagen International Documentary Festival und in mehr als 40 Ländern weltweit.
2017 wurde bekannt, dass sie 2012 gemeinsam mit ihrem langjährigen Mitarbeiter, dem syrischen Fotografen und Aktivisten Guevara Namer, einen dritten Dokumentarfilm drehte. Der Kurzfilm mit dem Titel Morning Fears, Night Chants (Morgenängste, Nachtgesänge) wurde 2012 bei der IDFA uraufgeführt und erzählt die Geschichte einer jungen syrischen Singer-Songwriterin, die in Damaskus unter der Angst vor Verfolgung lebt.
Ihr dreistündiger Dokumentarfilm Republic of Silence aus dem Jahr 2021 gehörte zur offiziellen Auswahl der Filmfestspiele von Venedig und lief im internationalen Wettbewerb von Dok Leipzig 2021, wo er eine lobende Erwähnung und den Preis des Goethe-Instituts für den besten deutschen Film erhielt. Der Filmkritiker James Mottram schrieb: „Es gibt persönliche Filme und dann gibt es Republic of Silence“. Nick Cunningham schrieb: „Diana El Jeiroudis Republic of Silence hat etwas Meisterhaftes an sich, ob man ihn nun als Lobgesang auf die Liebe und die Einheit betrachtet oder als Chronik des syrischen Konflikts, den man sowohl von innen als auch von außen - als Exilant in Europa - erlebt. Es ist ein Film, der das Vergehen der Zeit unter Freunden und in der Familie (und in einer Arbeits- und Lebensgemeinschaft) registriert, in dem die Kamera gleichermaßen enthüllt, beobachtet, aufzeichnet und eindringt, wobei sie die Sinne mit einer aus der Absicht geborenen Ernsthaftigkeit und einem begleitenden Maß an Melancholie erfüllt. Es ist teils eine Odyssee, teils ein filmischer Bewusstseinsstrom, der jedoch sowohl mit Kontrolle als auch mit viel Zärtlichkeit präsentiert wird.“ Der Schweizer Festivaldirektor und Filmkritiker Jean Perret schrieb über El Jeiroudis Republic of Silence, dass dieser Film „einen seltenen Weg in der zeitgenössischen Filmkunst eröffnet“ und bezeichnete ihn als „ein Lied des politischen und poetischen Widerstands mit dissonanten Melodien. Ein Lied der Hoffnung durch Bilder, die auseinandergerissen und in einer faszinierenden filmischen Geste wieder zusammengefügt werden“. Die Filmkritikerin Silvia Hallensleben schrieb in der deutschen Zeitschrift Epd Film: „Die große Kunst der Filmemacherin liegt in der filmischen Verschmelzung verschiedener Elemente, ohne ihnen ihre Eigensinnigkeit zu nehmen und das Ergebnis in viele Richtungen offen zu lassen“ und bewertete den Film mit 5 Sternen.
Neben dem Kinoverleih und der TV-Ausstrahlung wurden El Jeiroudis Filme häufig bei Kunstveranstaltungen an verschiedenen Orten gezeigt, so etwa in der Kunsthalle Wien, den Staatlichen Museen zu Berlin oder auf der Asian Art Biennial Taiwan.

### Dokumentarfilmproduzentin
Als Produzentin von Dokumentarfilmen arbeitete El Jeiroudi an verschiedenen Projekten, darunter Lina's 5 Seasons of Revolution, der im Rahmen des Dokumentarfilmwettbewerbs des Sundance Film Festivals 2023 uraufgeführt wurde, Silvered Water. Syria Self-Portrait, der bei den Filmfestspielen von Cannes 2014 uraufgeführt und beim BFI London Film Festival 2014 mit einem Grierson Award ausgezeichnet wurde, und The Mulberry House der schottisch-jemenitischen, für den Oscar nominierten Filmemacherin Sara Ishaq, der bei der IDFA 2013 uraufgeführt und anschließend in Österreich und Spanien in die Kinos kam. El Jeiroudi war auch eine der Produzentinnen des mit dem Großen Preis der Jury des Sundance Film Festivals 2014 ausgezeichneten Dokumentarfilms The Return to Homs.

### Netzwerkerin
Als Dokumentarfilmpromoterin und -trainerin leitete El Jeiroudi die professionellen Aktivitäten von Dox Box, wodurch es ihr gelang, das Festival zur bedeutendsten Dokumentarfilmplattform der Region zu machen. Sie und ihr Partner Orwa Nyrabia gründeten Dox Box Anfang 2008. Das internationale Dokumentarfilmfestival entwickelte sich schnell zum wichtigsten Dokumentarfilmtreffen in der arabischen Welt. Das Festival begann mit Vorführungen in Kinos in Damaskus, doch ab 2009 wurden die Vorführungen auf andere syrische Städte wie Homs und Tartus ausgeweitet. Neben dem jährlichen Festival wurden zahlreiche Workshops und Aktivitäten für junge syrische Filmemacher angeboten. Die fünfte Ausgabe des Festivals, die für März 2012 geplant war, wurde aus Protest gegen das harte Vorgehen der syrischen Regierung gegen Demonstranten während des laufenden Aufstands in Syrien abgesagt. Stattdessen setzte sich El Jeiroudi dafür ein, dass syrische Dokumentarfilme im Rahmen des so genannten „Dox Box Global Day“ auf Festivals in aller Welt gezeigt werden. Ziel war es laut der Dox Box-Website, zu zeigen, „wie Armut, Unterdrückung und Isolation Menschen nicht daran hindern, spektakulär mutig, hartnäckig und würdevoll zu sein“. Ihre Arbeit mit Dox Box brachte ihr und ihrem Partner Orwa Nyrabia mehrere Auszeichnungen ein, darunter den Katrin Cartlidge Award und den European Documentary Network's Award im Jahr 2012.
Nach ihrem Umzug nach Berlin kündigte El Jeiroudi 2014 die Gründung von Dox Box an, einem gemeinnützigen Verein zur Unterstützung, Förderung und Ausbildung einer neuen Generation von Dokumentarfilmemachern in der arabischen Welt. Zu El Jeiroudis Arbeit in Berlin gehörten die Gründung des ersten arabisch-europäischen Dokumentarfilmkongresses und ein umfangreiches Forschungsprojekt, das darauf abzielt, die Dokumentarfilmindustrie im arabischen Raum zu erfassen.
2015 war El Jeiroudi eines der Jurymitglieder für den erstmals vergebenen Dokumentarfilmpreis „L'Œil d'or“ oder „The Golden Eye“ bei den Filmfestspielen von Cannes 2015, sie war Jurymitglied bei verschiedenen Festivals, so etwa beim IDFA oder dem One World Film Festival in Prag. El Jeiroudi ist Mitglied der Deutschen Filmakademie.

### Privates
El Jeiroudi lebt in Berlin.

## Auszeichnungen (Auswahl)
- 2012: Katrin Cartlidge Award
- 2012: European Documentary Network's Award

## Filmografie (Auswahl)

### Regie
- 2005: The Pot (Al Qaroura)[6]
- 2007: Dolls. A woman from Damascus
- 2012: Morning Fears, Night Chants
- 2021: Republic of Silence

### Produktion
- 2014: Silvered Water. Syria Self-Portrait
- 2013: The Mulberry House von Sara Ishaq
- 2014: The Return to Homs
- 2021: Republic of Silence
- 2023: 5 Seasons of Revolution von Lina